# Ophrys chobautii
Ophrys chobautii là một loài thực vật có hoa trong họ Lan. Loài này được G.Keller ex B.Tyteca & D.Tyteca mô tả khoa học đầu tiên năm 1983.